# Styringomyia clio
Styringomyia clio är en tvåvingeart som beskrevs av Alexander 1953. Styringomyia clio ingår i släktet Styringomyia och familjen småharkrankar.
Artens utbredningsområde är Madagaskar. Inga underarter finns listade i Catalogue of Life.